# Khu vực 9
Khu vực 9 (tên gốc tiếng Anh: District 9) là một bộ phim khoa học viễn tưởng do Neill Blomkamp đạo diễn, Neill Blomkamp và Terri Tatchell là tác giả kịch bản, Peter Jackson là nhà sản xuất. Bộ phim có sự diễn xuất của các diễn viên Sharlto Copley, Jason Cope, David James, Louis Minnaar... Khu vực 9 được làm dựa trên một bộ phim ngắn có tên là Alive in Joburg (cũng do Neill Blomkamp đạo diễn). Phim bắt đầu từ sự kiện người ngoài hành tinh đổ bộ xuống một khu vực thuộc Johannesburg, Nam Phi có tên là Khu vực 9 (quận 9). Mặc dù bối cảnh của Khu vực 9 cũng như những bộ phim khoa học giả tưởng khác là một thế giới tưởng tượng nhưng nội dung phim lại bắt nguồn từ lịch sử của chế độ phân biệt chủng tộc và những cuộc bạo động xã hội chống lại dân nhập cư tại Nam Phi, mà cụ thể là tại một khu dân cư ở District Six, Cape Town. Với mức kinh phí sản xuất 30 triệu $, khá thấp so với các bộ phim của Hollywood. Phim được quay tại Chiawelo, Soweto, theo kiểu giả tư liệu với các cuộc phỏng vấn, bản tin, phóng sự giả tưởng Khu vực 9 đưa người xem vào một bộ phim dạng phóng sự, đây là một cách làm phim độc đáo và sáng tạo, được dự đoán sẽ là bước đột phá về cách làm phim trong thập niên tới. Một chiến dịch tiếp thị kiểu virus được tiến hành vào năm 2008 tại San Diego Comic-Con, và đoạn phim quảng cáo dành cho rạp chiếu xuất hiện vào tháng 7 năm 2009.
Công chiếu đầu tiên vào ngày 14 tháng 8 năm 2009 tại Bắc Mỹ do TriStar Pictures phát hành, bộ phim đã nhận được nhiều đánh giá khen ngợi và đạt mức doanh thu 37 triệu $ ngay tuần công chiếu đầu tiên. Nhiều nhà phê bình điện ảnh đã nhận xét, Khu vực 9 mặc dù là bộ phim được xây dựng với mục đích giải trí nhưng nó lại hàm chứa tính chính trị, nhân văn sâu sắc, đồng thời có những kỹ xảo điện ảnh thuộc dạng bậc thầy. Phim được bắt đầu được công chiếu tại Việt Nam vào ngày 11 tháng 9.

## Nội dung
Vào năm 1982 giả tưởng, một phi thuyền không gian khổng lồ tới Trái Đất và lơ lửng trên không phận thành phố Johannesburg ở Nam Phi. Sau ba tháng không có động tĩnh gì, đội thám hiểm của con người phát hiện hơn một triệu người ngoài hành tinh tị nạn (được gọi là "tôm") ốm yếu bên trong. Chính quyền Nam Phi di dời họ đến một khu định cư được gọi là Khu 9. Tuy nhiên, qua nhiều năm, nó dần trở thành một khu ổ chuột, và dân địa phương sống quanh đấy thường phàn nàn những người ngoài hành tinh này sống bẩn thỉu, gàn dở, hay phá luật và trộm cắp tài nguyên của con người. 
28 năm sau, vào năm 2010, sau những xung đột giữa người ngoài hành tinh và dân địa phương, chính quyền thuê Multinational United (MNU), một nhà sản xuất vũ khí lớn, để di dời những người ngoài hành tinh này tới khu trại mới bên ngoài thành phố. Piet Smit, một lãnh đaọ của MNU, giao cho một nhân viên tên Wikus van de Merwe đồng thời cũng là con rể của mình chỉ đạo dự án di tản. Trong lúc đó, ba người ngoài hành tinh, Christopher Johnson cùng con trai CJ và người bạn Paul, đang lục tìm ở bãi phế liệu của Khu 9 để tìm nhiên liệu ngoài hành tinh theo công nghệ của họ. Christopher đã bỏ ra 20 năm qua để tìm kiếm khắp nơi cho đủ nhằm đáp ứng kế hoạch của mình. Họ đã tìm đủ số lượng và để ở lều của Paul, nhưng trong lúc Wikus đến và thông báo lệnh di dời, Wikus tìm thấy hầm bí mật chứa chất nhiên liệu và vô tình xịt một ít vào mặt mình khi đang tìm hiểu nó. Paul bị giết bởi Koobus Venter, một chỉ huy bạo lực của đội lính đánh thuê MNU.
Wikus bắt đầu bị dị biến thành một người ngoài hành tinh, bắt đầu từ tay trái, vốn đã bị thương sau khi nhiên liệu phát nổ và được quấn băng. Sau một số triệu chứng như nôn, chảy máu mũi (máu đen), đau đầu, rụng móng tay, Wikus ngất đi trong buổi tiệc mừng thăng chức. Wikus được đưa đến bệnh viện, mọi người khi phát hiện ra tay trái của anh đã trở thành dạng càng tôm, đã ngay lập tức chuyển anh tới phòng thí nghiệm của MNU và bị đem đi làm những thí nghiệm rất dã man. Họ phát hiện ra DNA đột biến của anh cho phép Wikus có thể sử dụng các vũ khí của người ngoài hành tinh, vốn trước đây không thể được sử dụng vì nó chỉ tương thích với đặc điểm sinh học của người ngoài hành tinh, dù MNU thu giữ được khá nhiều. Muốn sở hữu dạng lai này trước khi Wikus chuyển hóa toàn bộ, Smit yêu cầu giải phẫu cơ thể của Wikus để thu hoạch. Wikus đánh trả nhân viên phòng thí nghiệm và trốn thoát. Trong khi quân của Koobus Venter đang săn đuổi Wikus, một mẩu tin giả được phát sóng trên truyền hình, thông báo rằng Wikus đã gian dâm với một người ngoài hành tinh và mắc bệnh truyền nhiễm từ họ. Tania, vợ Wikus và cũng là con gái của Smit đã xem được mẩu tin. 
Wikus lẩn trốn ở Khu 9, vô tình chạm trán Christopher và nhìn thấy con tàu con có thể điều khiển tàu mẹ dưới lều của Chris. Christopher giải thích cho Wikus là nhiên liệu cô đặc là yếu tố quyết định trong kế hoạch tái kích hoạt lại tàu con. Nếu Chris có thể mang chúng lên tàu mẹ, thì có thể chữa cho Wikus và trả anh ta về trạng thái ban đầu. Wikus cố gắng kiếm vũ khí từ tay buôn lậu vũ khí người Nigeria tên là Obesandjo ở Khu 9, người đang muốn ăn thịt tay của Wikus vì tin rằng sẽ mang lại cho mình khả năng của người ngoài hành tinh. Tuy nhiên Wikus đã giật được và sử dụng một vũ khí ngoài hành tinh để trốn thoát, đồng thời mang theo được một số vũ khí khác để cùng với Chris lấy lại số nhiên liệu ngoài hành tinh.
Wikus và Christopher xông vào phòng thí nghiệm của MNU và chiếm lại số nhiên liệu. Tuy nhiên sau khi chứng kiến những thí nghiệm man rợ mà MNU đã thực hiện với đồng bào của mình, trong đó có cả những mảnh xác của Paul, Christopher thú nhận với Wikus mình cần trở về nhà sớm nhất có thể nhằm kêu gọi sự giúp đỡ và không thể phục hồi sự dị biến của Wikus cho đến khi anh ta trở lại trong khoảng ba năm, vì số nhiên liệu không đủ. Thất vọng, Wikus đánh ngã Chris và cố gắng tự lái tàu con về tàu mẹ một mình, nhưng bị lực lượng của Koobus Venter bắn hạ. Venter bắt được Wikus và Christopher, nhưng đúng lúc đó băng đảng của Obesandjo phục kích quân của MNU, bắt lại Wikus và mang anh ta về trại, để chuẩn bị chặt càng của Wikus.
Trong lúc đó, sau khi trốn được ở trên tàu con, CJ thành công kích hoạt tàu mẹ từ xa, cùng với một bộ giáp chiến binh cơ giới loại lớn trong trại của Obesandjo. Bộ giáp tự động bắn hạ băng đảng để bảo vệ Wikus khi thiết bị nhận dạng Wikus như một người ngoài hành tinh đang gặp nguy hiểm. Wikus chui vào trong bộ giáp và sử dụng nó để giải cứu Chris thành công. Trong lúc di chuyển tới tàu con, họ vấp phải hỏa lực mạnh từ đội lính đánh thuê, Wikus ở lại chắn đường cho Chris rời đi, sau khi anh hứa sẽ quay trở lại trong ba năm để chữa cho Wikus. Mặc dù sau khi toàn bộ các lính đánh thuê khác thiệt mạng, Venter cuối cùng cũng đã phá hỏng được bộ giáp và sắp kết liễu Wikus thì các người ngoài hành tinh ở khu ổ chuột xuất hiện, tấn công và xé xác Venter. Christopher lên được tàu con cùng với CJ, tàu con được kéo về tàu mẹ, sau đó Christopher rời Trái Đất.
Nhân loại băn khoăn không biết liệu Christopher có trở lại để mang hết những người ngoài hành tinh về nhà, hay sẽ trở lại để tuyên chiến với Trái Đất. Các thí nghiệm của MNU với người ngoài hành tinh bị Fundiswa, phụ tá của Wikus tiết lộ ra ngoài cho công chúng. Fundiswa đang chờ bị xét sử sau khi tiết lộ chương trình. Người ngoài hành tinh được di chuyển tới tại tập trung mới, có tên là Khu 10. Tania tìm thấy một cánh hoa bằng thép trước cửa nhà, thắp lên hi vọng rằng Wikus vẫn còn sống trong cô. Cảnh cuối cho ta biết Wikus, lúc này đã bị chuyển hóa toàn bộ cơ thể, đang ngồi ở bãi phế liệu làm những bông hoa cho vợ.

## Tranh cãi
Bộ trưởng Bộ Văn hóa Thông tin Nigeria, bà Dora Akunyili đã yêu cầu các rạp chiếu phim ở thủ đô Abuja ngừng phát sóng bộ phim District 9 bởi bộ phim này làm xấu hình ảnh của người dân Nigeria.
"Chúng tôi đã yêu cầu các rạp chiếu phim ngừng phát sóng District 9.Chúng tôi rất không vui khi bộ phim này miêu tả người dân Nigeria dưới góc độ tồi tệ như vậy", bà Dora Akunyili tuyên bố.
Bộ trưởng Dora Akunyili cũng cho biết bà đã yêu cầu hãng Sony phải xin lỗi người dân Nigeria và muốn họ chỉnh sửa lại những đoạn phim có liên quan đến Nigeria. Hơn nữa, vì tên cướp cầm đầu người Nigeria trong phim có tên là Obesandjo, gần giống với tên của tổng thống Nigeria, ngài Olusegun Obasanjo nên bà còn yêu cầu hãng Sony phải sửa lại tên của nhân vật cướp này. "Chúng tôi đã viết thư cho nhà sản xuất và phát hành Sony. Chúng tôi đề nghị hãng phải xin lỗi. Đồng thời, cũng yêu cầu tên của Obasandjo cần phải được chỉnh sửa lại", bà Dora Akunyili khẳng định.
District 9 cũng tạo ra làn sóng giận dữ cho nhiều người dân Nigeria. Nhiều blogger Nigeria lập trên mạng xã hội Facebook với cái tên District 9 xúc phạm người Nigeria."

## Diễn viên
Sharlto copley trong vai Wikus Van De Merwe, một nhân viên của MNU nhưng sau đó đã bị chính tổ chức và đồng nghiệp phản bội bên cạnh đó ông đã nhận được sự đồng cảm từ chính những người mà trước đây chính ông cũng thấy ghê tởm và gớm ghiếc.
Jason Cope trong vai Christopher Johnson, một người ngoài hành tinh có khả năng là boss, xuất hiện cùng với con trai và một người bạn

## Giải thưởng
Phim hiện được đề cử cho giải Oscar phim hay nhất 2009